# دبار (يوم)
دُبَار أو دِبَار هو الاسم الذي يطلق على يوم الأربعاء في الجاهلية.
قال ابن دريد: